# Seututie 370
Pour les articles homonymes, voir Route 370.
La route régionale 370 (finnois : Seututie 370) est une route régionale allant de Jokela à Kouvola jusqu'à Kangas à Kouvola en Finlande,,.

## Présentation
La seututie 370 est une route régionale de la Vallée de la Kymi.